# Caudebec-lès-Elbeuf
Caudebec-lès-Elbeuf – miejscowość i gmina we Francji, w regionie Normandia, w departamencie Sekwana Nadmorska. Przez miejscowość przepływa Sekwana. 
Według danych na rok 1990 gminę zamieszkiwały 9902 osoby, a gęstość zaludnienia wynosiła 2691 osób/km² (wśród 1421 gmin Górnej Normandii Caudebec-lès-Elbeuf plasuje się na 26. miejscu pod względem liczby ludności, natomiast pod względem powierzchni na miejscu 795.).